# 1539
Cette page concerne l'année 1539  du calendrier julien. Pour l'année 1539 av. J.-C., voir 1539 av. J.-C.
L'année 1539 est une année commune qui commence un mercredi.

## Événements
- Janvier : bataille de Naungyo en Basse-Birmanie : les forces du Royaume de Taungû conduites par le futur roi Bayinnaung écrasent celles du Royaume d'Hanthawaddy ; celui-ci disparait peu après.
- 7 mars : départ de Culiacán de l'expédition du prêtre franciscain Marcos de Niza, guidé par Esteban, ancien esclave de Andres Dorantes durant l'expédition de Narvaez, racontée par Cabeza de Vaca, en Arizona et au Nouveau-Mexique. Il découvre ce qu’il prend pour une des Sept cités de Cibola (l’actuel Zuñi, en fait un gros bourg au sommet d’un éperon rocheux)[1].
- 27 avril : fondation juridique de Bogota par Nikolaus Federmann et Sebastián de Belalcázar[2].
- Avril : nommé lieutenant général de la Nouvelle Tolède (Chili), Pedro de Valdivia entreprend la conquête difficile du Chili (1540)[3].
- 30 mai : l'espagnol Hernando de Soto débarque à la baie de Tampa en Floride[4]. Il atteint la baie de Mobile (octobre 1540), les Bouches du Mississippi (mai 1541), puis remonte vers l’Arkansas et les franges de l’Oklahoma. Ses soldats sont décimés par les fièvres et les attaques des Indiens. De Soto rebrousse chemin, puis meurt en 1542 sur les bords du Mississippi. Les rescapés, regroupés autour du penon de leur chef, décident de marcher vers le Mexique. Ils traversent l’Oklahoma pour se heurter aux contreforts des Rocheuses. Ils regagnent alors le Mississippi et descendent le fleuve après avoir construit sept grands canots. Attaqués par les Indiens, ils parviennent jusqu’au golfe du Mexique où ils sont pris dans la tempête. Les rescapés, rejetés sur la côte, marchent épuisés jusqu’au poste de Río Pánuco, à hauteur de Tampico.
- 8 juillet : départ d'Acapulco de l'expédition de l'espagnol Francisco de Ulloa vers le golfe de Californie[5].
- 28 juin : le moghol Humâyûn quitte Gaur pour regagner Âgrâ, mais il est vaincu à Chaunsa, sur les bords du Gange, par le sultan afghan Sher Shâh Sûrî, qui se trouve à la tête du nord de l’Inde entre l’Assam et Kânnauj (fin en 1545)[6].

- Guerre civile pour le partage du butin entre les conquistadores au Pérou. Tous les chefs (Diego de Almagro, Francisco Pizarro et ses frères, les fils d’Almagro) trouvent successivement la mort entre 1539 et 1541[7].

### Europe
- 2 mars : mariage d'Isabelle Jagellon et du roi Jean Ier de Hongrie à Székesfehérvár[8].
- 28 avril : réunion d'un nouveau Parlement en Angleterre. Il confirme la dissolution des monastères par le Second Suppression Act[9].
- Avril : Grand tric[10]. Les compagnons des imprimeurs lyonnais arrêtent le travail pour revendiquer une hausse de salaire, un abaissement de la durée de travail (13 à 14 heures), une limitation du nombre des apprentis (1539 et 1569)
- 1er mai, Espagne : mort d'Isabelle de Portugal à Tolède[11]. Début de la première régence de Philippe, fils de Charles Quint (1539-1542 ; 1543-1548 ; 1551-1554).
- 5 mai : une commission du Parlement d'Angleterre prépare le statut des Six Articles.
- 25 mai, Pentecôte : le monastère de Viðey, en Islande, reçoit la visite du secrétaire du gouverneur. Les moines sont malmenés, le monastère est pillé[12].
- 14 juin : l'Ordinatio ecclesiastica de 1537, traduit du latin en danois, est adopté à la diète d'Odense[13]. Le luthéranisme devient religion d’État au Danemark et en Norvège.
- 28 juin : Henri VIII d'Angleterre promulgue le statut des Six Articles, modifiant certains points du dogme, qui vise à maintenir l’orthodoxie mais est mal accueilli par les protestants[14]. Hugh Latimer, qui refuse de souscrire à l’Acte est destitué de son siège épiscopal de Worcester et connaît plusieurs emprisonnements à la Tour de Londres pour hérésie.
- 7 août : capitulation de Castelnuovo, assiégée par les Ottomans de Khayr ad-Din Barberousse[15].

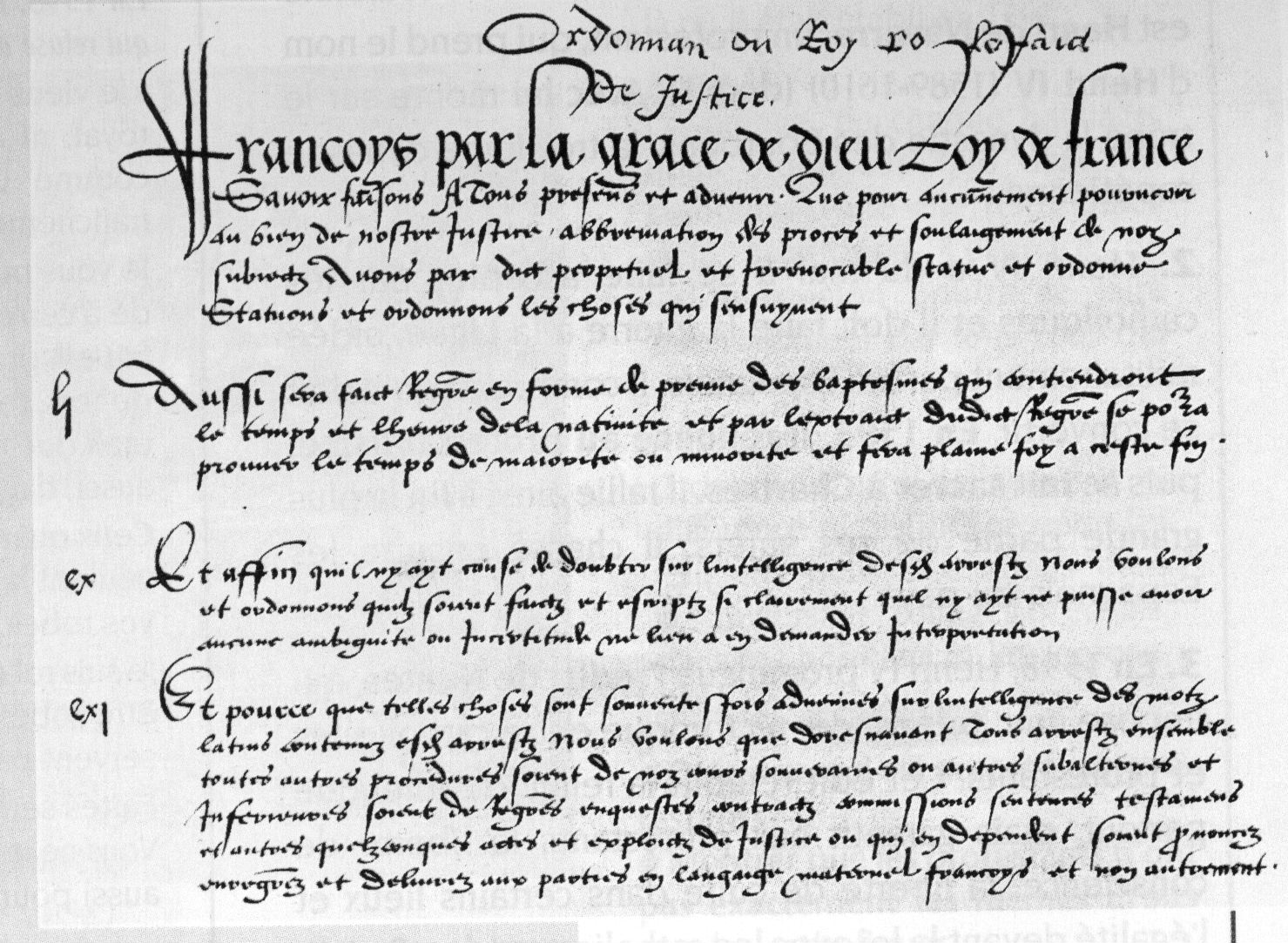
10-15 août : ordonnance de Villers-Cotterêts

- 15 août : promulgation de l'ordonnance de Villers-Cotterêts. Elle stipule que dans l'ensemble du royaume de France tous les actes et opérations de justice doivent se faire en français au détriment du latin et instaure l'état civil[16]. Les confréries professionnelles sont abolies à la suite des grèves des imprimeurs à Paris et à Lyon[17].
- 19 août : arrestation du doyen Liévin Pym, exécuté le 27 après avoir été soumis à la question. Début de la révolte de Gand. Les hommes des métiers se révoltent contre les marchands et négociants, détenteurs du pouvoir, accusés d’avoir mal défendu la ville contre les empiètements du pouvoir ducal, en particulier en matière fiscale. Le 10 septembre, la régente Marie de Hongrie écrit à son frère Charles Quint alors à Madrid pour l'informer des événements[15].
- 3 septembre, Tivoli : le pape Paul III approuve verbalement la prima Societatis Jesu instituti summa ou Formula Instituti, schéma de la future Règle de la Compagnie de Jésus rédigée par Ignace de Loyola[18].
- 1er novembre : le margrave de Brandebourg Joachim II se convertit à la Réforme[19]. Il sécularise les domaines ecclésiastiques.
- 24-30 décembre : séjour de l'empereur Charles Quint au château de Fontainebleau, au cours de son voyage en France[20].

- Famine à Gênes[21].
- Venise interdit les sorties de blé en dehors de l’Adriatique[22].

## Naissances en 1539
- 15 janvier : Maeda Toshiie, un des principaux généraux de Nobunaga Oda à la fin de l'époque Sengoku († 27 avril 1599).
- 28 janvier : Nicolò Donato, 93e doge de Venise († 9 mai 1618).
- 7 février : Alessandro Valignano, prêtre jésuite italien († 20 janvier 1606).
- 13 février : Élisabeth de Hesse, noble allemande († 14 mars 1582).
- 15 février : Giovan Battista Bertucci il Giovane, peintre italien († 19 février 1614).
- 27 février : François Ravlenghien, orientaliste et linguiste français († 20 juillet 1597).
- 18 mars : Marie de Nassau, noble néerlandaise, comtesse de Nassau, de Katzenelnbogen, de Vianden et de Diez († 28 mai 1599).
- 5 avril : Georges-Frédéric Ier de Brandebourg-Ansbach, margrave de Brandebourg-Ansbach et de Brandebourg-Kulmbach († 25 avril 1603).
- 7 avril : Tobias Stimmer, dessinateur et peintre d'origine suisse († 4 janvier 1584).
- 12 avril : Inca Garcilaso de la Vega, chroniqueur amérindien de langue espagnole († 23 avril 1616).
- 30 avril : Barbara d'Autriche, archiduchesse d'Autriche et princesse de Hongrie et de Bohème († 19 septembre 1572).
- 3 mai : Jean Morel, poète latiniste français († 22 juillet 1633).
- 30 mai : Marie II de Saint-Pol, réunit le titre de duc d'Estouteville à celui de comte de Saint-Pol († 7 avril 1601).
- 20 juillet : Yi San-hae, lettré et homme politique coréen († 23 août 1609).
- 12 août : Michel Marescot, médecin français, premier médecin du roi Henri IV († 1605).
- 18 septembre : Louis IV de Nevers, prince italien, militaire et un homme politique français († 23 octobre 1595).
- 1er novembre : Pierre Pithou, avocat et érudit français († 1er novembre 1596).
- 1er décembre : François Feuardent, religieux de l’Ordre de Saint-François, docteur de l’Université de Paris, professeur et orateur de la Ligue († 19 janvier 1610).

Date précise inconnue ou non renseignée
- José de Acosta, jésuite espagnol, missionnaire et naturaliste en Amérique latine († 15 février 1600).
- Jost Amman, dessinateur, graveur et peintre suisse († mars 1591).
- Adam Blackwood, écrivain écossais († 1613).
- Françoise de Bourbon-Vendôme, fille de Louis III de Montpensier († 1587).
- Geoffroy Camus de Pontcarré, noble français, conseiller au Parlement († 1626).
- Andō Chikasue, daimyo de la période Sengoku († 2 octobre 1587).
- Ankokuji Ekei, diplomate du clan Mōri († 6 novembre 1600).
- Bartolomeo Ferreri, ecclésiastique piémontais, évêque d'Aoste († 4 août 1607).
- Hasegawa Tōhaku, peintre japonais († 19 mars 1610).
- Hineno Takayoshi, samouraï de l'époque Azuchi Momoyama au service du clan Toyotomi († 5 août 1600).
- Ikeda Katsumasa, daimyo de l'époque Azuchi Momoyama de l'histoire du Japon († 1578).
- Maeda Gen'i, prêtre bouddhiste du mont Hiei († 9 juillet 1602).
- Mo Shilong,  peintre chinois († 1587).
- Mototada Torii, samouraï japonais († 8 septembre 1600).
- Nicolas de Nancel, médecin et humaniste français († 1610).
- Nobutatsu Ichijō, frère de Shingen Takeda et un des célèbres 24 généraux († 2 avril 1582).
- Antonio Pérez, diplomate espagnol et ministre de Philippe II d'Espagne († 7 avril 1611).
- Felice Riccio, peintre maniériste italien († 1605).
- Jean Riolan, médecin français († 18 octobre 1605).
- Pascal Robin sieur du Faux, poète angevin († 1593).
- Girolamo Rossi (en latin Rubeus ou de Rubeis), médecin et historien italien. († 8 septembre 1607).
- Olivier de Serres, agronome français († 2 juillet 1619).
- Edward Seymour, 1er comte d'Hertford († 6 avril 1621).
- Einar Sigurðsson, poète islandais († 15 juillet 1626).
- Pomponio Torelli, 8e comte de Montechiarugolo, diplomate, philosophe, homme de lettres et précepteur à la cour du duché de Parme et Plaisance († 9 avril 1608).
- Tosa Mitsuyoshi, peintre japonais († 1613).
- Dario Varotari, peintre, sculpteur et architecte italien († 1596).
- Ascanio Vittozzi, architecte italien († 1615).
- Richard White de Basingstoke, juriste et historien anglais, expatrié en France, il y deviendra prêtre catholique († 1611).
- 1539 ou 1540 : Giovanni Andrea Doria, amiral génois († 2 février 1606).
- Entre 1539 et 1543 : Federico Zuccari, peintre et architecte italien († 20 juillet 1609).

## Décès en 1539
- 29 janvier : Le Pordenone, peintre italien (° 1483)[23].
- 13 février : Isabelle d'Este, noble italienne, Première Dame de la Renaissance (° 18 mai 1474).
- 1er mai : Isabelle de Portugal, princesse du Portugal, de la dynastie des Aviz (° 24 octobre 1503).
- 5 juillet : Antoine-Marie Zaccaria, religieux catholique italien (° 1502).
- 22 septembre[24] : Gurû Nanak (né en 1469), fondateur de la nouvelle religion des Sikhs (disciples) au Pendjab. Il prêchait l’unité fondamentale de toutes les religions et voulait harmoniser la vie matérielle et la vie spirituelle. Son disciple Angad lui succède le 7 septembre (fin en 1552).
- 25 novembre : Ioannes Alexander Brassicanus, écrivain humaniste catholique allemand (° 1500).
- Date précise inconnue :
  - Estevanico, esclave d'origine nord-africaine (° 1500).
  - Nicolas Hogenberg, peintre, dessinateur et graveur flamand (° 1500).
  - Vincentius Opsopoeus, humaniste, philologue et traducteur allemand (° vers 1485).
  - Marco Palmezzano, peintre et architecte italien (° 1460).
  - Takayutpi, dernier souverain du royaume d'Hanthawaddy en Basse-Birmanie (° 1511).
  - Katarzyna Weigel, catholique polonaise, convertie au judaïsme (° 1450).
  - Sagipa, souverain muisca du Zipanat (° 1500).